# ミニロト
ミニロト（MINI LOTO）は、日本で発売されている数字選択式全国自治宝くじにおいて、6種類ある賭け式のうち1つの名称。
1999年4月1日に発売開始した。

## 方式
- 選び方：31個 (01 - 31) の数字から、5個を選択するもの（31C5＝全169,911通り）。
- 抽せん日：毎週火曜日18:45 (JST)[注釈 1]
- 抽せん会場：宝くじドリーム館（東京・京橋）
- 抽せん方法：電動撹拌式遠心力型抽せん機（通称：夢ロトくん）の中に数字が記載されたボールを入れ、出てきたボールの数字が抽せん数字となる（ロト6・ロト7の抽せん機と同型）。
- 申込代金：1口200円である。

| 等級 | 当せん条件                                                                        | 当せん確率      | 当せん金額 （1口当たり 見込み額） |
| ---- | --------------------------------------------------------------------------------- | --------------- | --------------------------------- |
| 1等  | 申込数字が本数字5個と全て一致。                                                   | 1 / 169,911     | 10,046,800円                      |
| 2等  | 申込数字5個のうち4個が本数字に一致し、且つ残り1個の申込数字がボーナス数字と一致。 | 5 / 169,911     | 144,300円                         |
| 3等  | 申込数字5個のうち4個が本数字に一致。                                              | 125 / 169,911   | 10,000円                          |
| 4等  | 申込数字5個のうち3個が本数字に一致。                                              | 3,250 / 169,911 | 1,000円                           |

当せんは、申込数字が抽せん数字と一致している個数で決まる。抽せん数字には、本数字5個とボーナス数字1個の合計6個の数字で成り立つ。当せん条件は下記のとおりである。
1等申込数字が本数字5個全て一致するもの。当せん確率は169,911分の1、見込み当せん金は約1,000万円である。（最高配当：40,000,000円 最低配当：175,900円）
2等申込数字が本数字4個と一致し、且つ残りの1個の申込数字がボーナス数字と一致するもの。当せん確率は169,911分の5、見込み当せん金は約15万円である。（最高配当：2,311,300円 最低配当：14,700円）
3等申込数字が本数字4個と一致し、残りの1個の申込数字はボーナス数字以外であるもの。当せん確率は169,911分の125、見込み当せん金は約1万円である。
4等申込数字が本数字3個と一致するもの。当せん確率は169,911分の3,250、見込み当せん金は約1千円である。
なお、各等級間の重複当せんは認められない。
第1回の抽せん数字は本数字01 03 17 20 25 ボーナス数字26で、1等の当せん金は6,090,500円だった。
当せん金の法定上限額は1口あたり最高40,000,000円である。ミニロトにはキャリーオーバー制度が無いため、これを超える賞金は他の等級に振り分けられる。なお、1等に法定上限額の40,000,000円が適用されたことは下記の通り、計13回ある。それぞれの回で抽せんされた本数字と、ボーナス数字を表記する。
- 第7回 - 1999年7月6日抽せん - 本数字03 24 25 26 31 ボーナス数字02
- 第294回 - 2005年3月8日抽せん - 本数字14 23 26 29 31 ボーナス数字28
- 第642回 - 2011年11月29日抽せん - 本数字09 22 26 27 31 ボーナス数字28
- 第714回 - 2013年4月30日抽せん - 本数字06 10 20 22 31 ボーナス数字01
- 第765回 - 2014年4月29日抽せん - 本数字16 19 20 22 31 ボーナス数字26
- 第850回 - 2015年12月15日抽せん - 本数字01 02 13 15 18 ボーナス数字28
- 第953回 - 2017年12月12日抽せん - 本数字04 05 09 22 29 ボーナス数字02
- 第978回 - 2018年6月12日抽せん - 本数字01 08 20 26 28 ボーナス数字07
- 第979回 - 2018年6月19日抽せん - 本数字01 10 23 25 28 ボーナス数字12
- 第1073回 - 2020年4月21日抽せん - 本数字02 13 21 24 30 ボーナス数字14
- 第1159回 - 2021年12月14日抽せん - 本数字11 12 14 18 31 ボーナス数字06[1]
- 第1191回 - 2022年7月26日抽せん - 本数字11 16 20 25 26 ボーナス数字07
- 第1246回 - 2023年8月22日抽せん - 本数字16 17 20 21 28 ボーナス数字18[2]

## 珍事
第1030回（2019年6月18日抽せん）の抽せん数字は、本数字が21・24・26・27・28で、ボーナス数字も22と、すべて20番台となった。

## イッセンマン
イッセンマンは、ミニロトのイメージキャラクター。2005年4月から2008年3月までテレビCMやポスター等に登場していた。一千万円を当てたさまざまな一般市民がヒーローキャラクターであるイッセンマンに変身する設定となっている。普通の主婦がバック宙を出来るようになるなど、変身後は身体機能が大幅にアップするようだが、それ以外にどういったメリットがあるのかは一切不明。
2008年4月からは、イッセンマンは姿を消し、女優の伊東美咲がイメージキャラクターを務めている。